# Internetpoker
 Der er for få eller ingen kildehenvisninger i denne artikel, hvilket er et problem. Du kan hjælpe ved at angive troværdige kilder til de påstande, som fremføres i artiklen.

Internetpoker (eller online poker) er en populær måde, hvorpå man kan spille poker via internettet. Fænomenet har været under eksplosiv udvikling siden starten af 2000'erne, og har været baggrund for at pokerspillet har nået en hidtil uset stor udbredelse[kilde mangler].

## Baggrund
Poker er et spil, der appellerer til mange. Dog har det tidligere ikke været særlig udbredt, hvilket hovedsagligt skyldes, at spillet ikke har været særligt tilgængeligt. Spillet kræver helst 3-4 modspillere, men som følge af den dårlige udbredelse har det været svært at finde modspillere, der har været villige til at spille om småpenge. Derimod har det ofte krævet dyre lærepenge, hvilket har givet spillet et rygte som et bondefangerspil, hvilket har bortskræmt folk fra at afprøve spillet. Især i kasinoerne udbydes der oftest kun borde med høje indsatser såkaldte "blinds", hvilket afskrækkede den brede befolkning, der typisk heller ikke havde den forsødende spilleerfaring til at spille for tusinder af kroner.
Internetpokerens frembrud i slutningen af 1990'erne gjorde poker til et mere tilgængeligt spil, dog tog det nogle år før udbredelsen rigtig kom i gang. Først omkring 2003, da internetspilleren Chris Moneymaker vandt verdensmesterskabet WSOP skete det for alvor noget. Interessen bredte sig, og folk kunne udnytte muligheden for gratis at afprøve deres evner på de såkaldte "play money"-bordene før de vandt sig selvtillid til at spille for rigtige småpenge for at øge spændingen. Således har folk via internettet fået mulighed for at afprøve pokerspillets mange facetter uden at skulle inddrage deres privatøkonomi.
Den for nylig store udbredelse har også aflivet pokerspillets omdømme som et "beskidt hasardspil" og poker bliver nu i højere grad anset for at være at psykologisk og matematisk spil, hvilket har været selvforstærkende for udbredelsen. Poker regnes dog stadig efter dansk lov som et hasardspil. 

## Lovlighed
Nogle politikere mener, at internetpoker helt skal forbydes, idet de henviser til den store gruppe, der bliver snydt til at tro de er pokergenier, når de i virkeligheden blot er heldige. Den stigende udvikling i internetpoker har således medført et stigende antal ludomaner, som har tabt betydelige summer blot ved nogle få klik på musen.
Danmarks højesteret har i september 2009 fastslået, at det er ulovligt at spille poker på nettet også selv om spillet foregår på en udenlandsk computerserver i et land hvor det er lovligt at vinde penge ved internetpoker. 

## Skat
Idet poker modsat andre kasinospil ikke udelukkende bygger på tilfældigheder har en række pokerspillere igennem længere tid tjent formuer på internetpoker. Idet der ofte er tale om en fast indkomst, er det blevet kontroversielt, hvorledes disse pokermillionærer skal betale skat til samfundet ligesom alle andre.
Indtil videre er der kommet nogle uklare regler, der som grundregel siger at penge, der er tjent på internetkasinoer, som har licens i et EU-land, er skattefrie. Således skal der betales skat, hvis man har tjent penge på sider uden dansk spillelicens.